# رولاندو ماندراگورا
رولاندو ماندراگورا (ایتالیایی: Rolando Mandragora؛ زاده ۲۹ ژوئن ۱۹۹۷) یک بازیکن فوتبال اهل ایتالیا است که برای باشگاه فیورنتینا بازی می‌کند.